# Імператриця Мітіко
Імператриця Мітіко (яп. 皇后美智子, Empress Michiko; нар. 20 жовтня 1934, Токіо, Японія), ім'я при народженні Мітіко Сьода яп. 正田 美智子, Shōda Michiko) — імператриця Японії з 7 січня 1989 по 30 квітня 2019 рік, дружина колишнього імператора Японії Акіхіто.

## Ранні роки
Мітіко Сьода народилася 20 жовтня 1934 року в лікарні Токійського університету в Бункіо, Токіо. Вона — друга з чотирьох дітей, що народилися у Хідесабуро Сьоди (正田英三郎 Shōda Hidesaburō; 1903—1999), президента, а пізніше почесного голови Nisshin Flour Milling Company та його дружини Фуміко Соедзіми (副島富美子 Soejima Fumiko; 1909—1988). Виросла в Токіо, отримала як традиційну, так і «західну» освіту.
Вчилась грі на фортепіано, вивчала англійську мову, мистецтво, основи кулінарії та кодо. У неї є старший брат Івао, молодший брат Осаму та молодша сестра Еміко. Мітіко — племінниця декількох вчених, у тому числі Кендзіро Сьоди, математика, який був президентом Університету Осаки з 1954 до 1960 року.
Сьода відвідувала початкову школу Футаба в Кодзімачі, районі Чіода, Токіо, але була змушена залишити школу в четвертому класі через американські бомбардування під час Другої світової війни. Потім вона здобула освіту в префектурах Канагава (у місті Катасе, нині частина міста Фудзісава), Гунма (у Татебаясі, рідному місті родини Сьода) і Нагано. В 1946 році повернулася до Токіо і здобула початкову освіту в Футабі, а потім відвідувала молодшу середню школу Sacred Heart та середню школу в Мінато, Токіо. Закінчила середню школу в 1953 році.
У 1957 році Сьода з відзнакою закінчила факультет літератури Університету Святого Серця (католицький університет у Токіо) зі ступенем бакалавра мистецтв.
Оскільки вона походила з винятково впливової сім'ї, її батьки дуже вибірково ставилися до її залицяльників. У 1950-х роках було кілька претендентів на її руку.

## Шлюб та сім'я
У серпні 1957 року вона зустріла тоді ще кронпринца Акіхіто на тенісному корті в Каруідзава поблизу Нагано. Імператорська домашня рада офіційно схвалила заручини кронпринца з Мітіко Сьодою 27 листопада 1958 року. Тоді ЗМІ представили їхню зустріч як справжню «казку» або «роман на тенісному корті». Церемонія заручин відбулася 14 січня 1959 року.
Майбутня кронпринцеса була дочкою багатого промисловця, але все ще була простолюдинкою. Протягом 1950-х ЗМІ та більшість людей, обізнаних з японською монархією, припускали, що могутній Імператорський дім вибере наречену для кронпринца з дочок колишньої придворної знаті або з однієї з колишніх гілок Імператорської родини. Деякі традиціоналісти виступали проти заручин, оскільки Сьода походила з католицької родини, і хоча вона ніколи не була охрещена, вона здобула освіту в католицьких закладах і, здавалося, поділяла віру своїх батьків. Також ходили чутки, що імператриця Коджун виступала проти заручин.
Після смерті імператриці Коджун у 2000 році агентство Reuters оголосило, що колишня імператриця була однією із найзапекліших противників шлюбу, і що в 1960-х вона довела свою невістку до депресії, наполегливо звинувачуючи її в тому, що Мітіко не підходить для сина.
Весілля кронпринца Акіхіто та Мітіко Сьоди відбулося як традиційна синтоїстська церемонія 10 квітня 1959 року. За весільною процесією на вулицях Токіо стежили понад 500 000 людей, а частину весілля транслювали по телебаченню, що зробило його першим імператорським весіллям, доступним для загалу в Японії. По телебаченню весільну церемонію подивилося близько 15-ти мільйонів осіб.
У імператорського подружжя троє дітей: Нарухіто (нар. 23 лютого 1960) — 126-тий імператор Японії; Фуміхіто (нар. 30 листопада 1965 року), кронпринц Акісіно; Сайяко Курода (нар. 18 квітня 1969 року).
Всупереч традиції, згідно з якою діти імператорської родини повинні бути відокремлені від батьків і виховуватись приватними вихователями, кронпринц Акіхіто та його дружина кронпринцеса Мітіко порушили цей прецедент, віддавши перевагу власноручному вихованню своїх дітей.

## Імператриця Японії
Після смерті імператора Сьова, 7 січня 1989 року чоловік кронпринцеси Мітіко став 125-м імператором Японії, а вона — імператрицею. 12 листопада 1990 року в Імператорському палаці Токіо відбулася інтронізація нових імператора та імператриці (Sokui Rei Seiden no Gi).
З моменту вступу на престол імператорське подружжя відвідало багато країн і багато зробило для того, щоб імператорська родина стала більш помітною та доступною в сучасній Японії. Подружжя також намагалося бути ближчим до людей, відвідавши 47 префектур Японії.
Офіційні обов'язки Мітіко, окрім візитів в інші країни, полягають у тому, щоб допомагати чоловікові на заходах і церемоніях як всередині, так і за межами Імператорського палацу, приймати офіційних гостей, у тому числі державних, а також відвідувати соціальні, культурні та благодійні установи та об'єкти.
Наприклад, у 2007 році Мітіко понад 300 разів виконувала службові обов'язки. Протягом багатьох років Акіхіто та Мітіко відвідували дитячі заклади в День захисту дітей і заклади для людей похилого віку в День шанування літніх людей. Імператорський дім оголосив, що після 2014 року вони передадуть ці обов'язки молодому поколінню. Стан їх здоров'я не вплинув на це рішення. Після смерті її свекрухи, імператриці Нагако, 16 червня 2000 року, вона змінила її на посаді почесного президента японського Товариства Червоного Хреста.
Як імператриця, Мітіко відповідала за Momijiyama Imperial Cocoonery, ферму з вирощування шовку на території Імператорського палацу. Вона брала участь у щорічній церемонії заготівлі шовку, особисто годувала шовкопрядів листям тутового дерева і відповідала за догляд за ними. Виробництво та збирання шовку були частиною її церемоніальних обов'язків, пов'язаних із синтоїзмом, японською культурою та традиціями.
З 1994 по 2019 рік імператриця пропонувала частину зібраного шовку сорту койсімару (найстаріший вид, який зараз зберігається в Японії) до скарбниці Сьосоін у буддійському храмі Тодай-дзі в Нарі, щоб використати його для відновлення скарбниці.
Протягом усього життя вона демонструє сильне почуття обов'язку, що робить її досить популярною серед японців. Разом зі своїм чоловіком вона бере участь у релігійних церемоніях, таких як відвідини великого храму Ісе, інших синтоїстських храмів та імператорських мавзолеїв, щоб помолитися духам предків імператорської родини. Крім того, вона — досвідчена класична піаністка.
У 1990 році імператриця була внесена до Зали слави міжнародного списку найкраще вдягнених людей.